# Chariklos ringar

En illustration som visar hur Chariklo och dess ringar kan se ut.

Centauren 10199 Chariklo är en 250 kilometer stor småplanet i omloppsbana mellan planeterna Saturnus och Uranus. Chariklo var vid upptäckten det minsta objekt i solsystemet där man kunnat bekräfta förekomsten av ett ringsystem. Runt Chariklo finns ett ljust ringsystem som består av två smala och täta band som är mellan 6 och 7 respektive 2 och 4 kilometer breda. De är åtskiljda av ett tomrum på 9 kilometer. Ringarna har en radie på 400 kilometer, vilket är mindre än en tusendel av avståndet mellan jorden och månen. Upptäckten gjordes av en grupp astronomer som använde tio olika teleskop på olika platser i Argentina, Brasilien och Chile medan man observerade en ockultation av en stjärna den 3 juni 2013. Upptäckten publicerades 26 mars 2014.
Upptäckten av ett ringsystem runt en småplanet var oväntad, eftersom man hittills hade trott att ringar bara kunde förbli stabila runt en tyngre himlakropp. Ringsystem runt andra mindre himlakroppar har tidigare inte bekräftats trots att man sökt både genom direkt fotografering och genom att studera stjärnockultationer. Upptäckten har dock gjort att man nu omprövar vissa observationer av granncentauren 2060 Chiron. Chariklos ringar anser man borde upplösas inom loppet av fem miljoner år, så antingen är detta antagande fel eller så bevaras ringarna av en herdemåne som har en massa i storleksordning med ringarna. Gruppen av upptäckare har gett ringarna smeknamnen Oiapoque (den inre, större ringen) och Chuí (den yttre ringen), efter två floder i Brasilien.

## Upptäckten
Chariklo är den största bekräftade medlemmen av en grupp av småplaneter som benämns centaurer, vilkas omloppsbanor runt solen befinner sig mellan Jupiter och Neptunus. Förutsägelser hade visat att Chariklo i delar av Sydamerika skulle förmörka stjärnan UCAC4 248-108672 i stjärnbilden Skorpionen under 3 juni 2013.
Med hjälp av tretton teleskop i Argentina, Brasilien, Chile och Uruguay kunde en grupp av astronomer under ledning av Felipe Braga Ribas, en astronom vid det Brasiliens nationella observatorium i Rio de Janeiro, och 65 andra forskare från 34 institutioner i 12 länder, observera denna ockultation, ett fenomen vid vilken en stjärna försvinner bakom en mindre himlakropp. Det danska 1,54-metersteleskopet vid La Silla-observatoriet var, tack vare sin höghastighetskamera (10 Hertz), det enda teleskop som hade upplösning nog för att avbilda de enskilda ringarna.
Under observationen förväntade man sig att magnituden skulle öka från 14,7 (stjärnan tillsammans med Chariklo) till 18,7 under högst 19,2 sekunder. Denna ökning med 3,8 i magnitud är likvärdigt med en minskad ljusstyrka med en faktor 32,5. Utöver den förväntade minskningen i ljusstyrka, så observerade man ytterligare fyra mindre minskningar i ljusstyrkan sju sekunder före och sju sekunder efter den förväntade ockultationen. Dessa sekundära ockultationer indikerade att någonting delvis blockerade ljuset från UCAC4 248-108672. Symmetrin i dessa ockultationer och att de observerats från flera platser samtidigt gjorde att man inte bara kunde återge formen och storleken på objektet, utan också tjockleken, orienteringen och ringplanens placering. Alternativa förklaringar, såsom att en koma eller kometsvans från Chariklo skulle orsaka de sekundara ockultationerna kunde förkastas genom att bra observationer från flera av platserna bekräftade teorin om ett ringsystem.

## Ursprung
Ringarnas exakta ursprung är okänt, men en möjlig förklaring kan vara att en skiva av fragment uppstått när Chariklo krockat med ett mindre objekt. En annan möjlighet är att en måne brutits sönder av tidvattenkrafter eller att två månar som gått i motsatta omloppsbanor krockat. Ytterligare en möjlighet är att material har samlats ihop i samband med att material kastats ut från Chariklo likt en komet.
Nedslagshastigheten i det yttre solsystemet är omkring 1 km/s och Chariklos flykthastighet är 0,1 km/s. Nedslagshastigheterna är mindre i Kuiperbältet, utanför Neptunus omloppsbana, vilket öppnar för möjligheten att ringsystemet formades medan Chariklo fortfarande befann sig i Kuiperbältet, där Chariklo återfanns för mindre än tio miljoner år sedan. Nedslagshastigheterna i asteroidbältet är mycket högre, ungefär 5 km/s, vilket kan förklara avsaknaden av sådant som ringar runt småplaneterna i asteroidbältet. Kollisioner mellan ringpartiklarna bör påverka ringarna så att de utvidgas på bredden, och Poynting-Robertsoneffekten borde göra att ringarna faller ner mot Chariklo inom några miljoner år. Detta gör att det antingen krävs att ringarna kontinuerligt fylls på med nytt material eller att ringarna hålls på plats av en kilometerstor herdemåne. Någon sådan måne har ännu inte upptäckts, och det vore väldigt svårt att upptäcka en sådan måne från jorden, då man förväntas hitta den i det smala bandet mellan ringarna.

## Egenskaper
Ringarnas orientering överensstämmer med att ringarna, från jorden, syntes från kanten under 2008. Det förklarar att Chariklos ljusstyrka mellan 1997 och 2008 hade minskat med en faktor 1,75, samt att Chariklos spektra under denna tid har uppvisat minskande mängder vattenis och andra material, beroende på att den observerbara ringytan successivt har minskat under denna tid. Något som också överensstämmer med att ringarna har vänt kanten mot jorden är att sedan 2008 har Chariklos ljusstyrka ökat med en faktor 1,5 igen och spektrumet visar återigen upp större mängder vattenis. Detta antyder att ringarna åtminstone delvis består av vattenis. Isiga ringar är också överensstämmande med vad man kunde förvänta hitta när en mindre himlakropp bryts sönder innanför Chariklos Roche-gräns.
| Namn    | Smeknamn | Banradie (km) | Bredd (km)                   | Optiskt djup | Ytdensitet (g/cm2) | Massa, ekvivalent storlek | Lucka mellan ringarna (km) |
| ------- | -------- | ------------- | ---------------------------- | ------------ | ------------------ | ------------------------- | -------------------------- |
| 2013C1R | Oiapoque | 390,6±3,3     | 6,16±0,11 till 7,17±0,14     | 0,4          | 30–100             | isboll ~2 km i diameter   | 8,7±0,4                    |
| 2013C2R | Chuí     | 404,8±3,3±    | 3.4+1.3 −2.0 to 3.6+1.1 −1.4 | 0,06         | ?                  | isboll ~1 km i diameter   | 8,7±0,4                    |

### 2013C1R (Oiapoque)
Den inre ringens täthet observerades variera med 21 % under observationen. Liknande asymmetrier har observerats när man studerat Uranus tunna ringar. Areadensiteten uppskattas till 30–100 g/cm², vilket gör att massan av hela den inre ringen motsvarar storleken av en isig himlakropp med en diameter på ungefär två kilometer.

### 2013C2R (Chuí)
C2R är hälften så bred som den ljusare ringen och återfinns strax utanför den. Med ett optiskt djup på 0,06 är den märkbart diffusare än den inre ringen. Totalt innehåller den en tolftedel av C1R's massa, ungefär motsvarande en isig himlakropp med en diameter på en kilometer.